# Nelson Algren

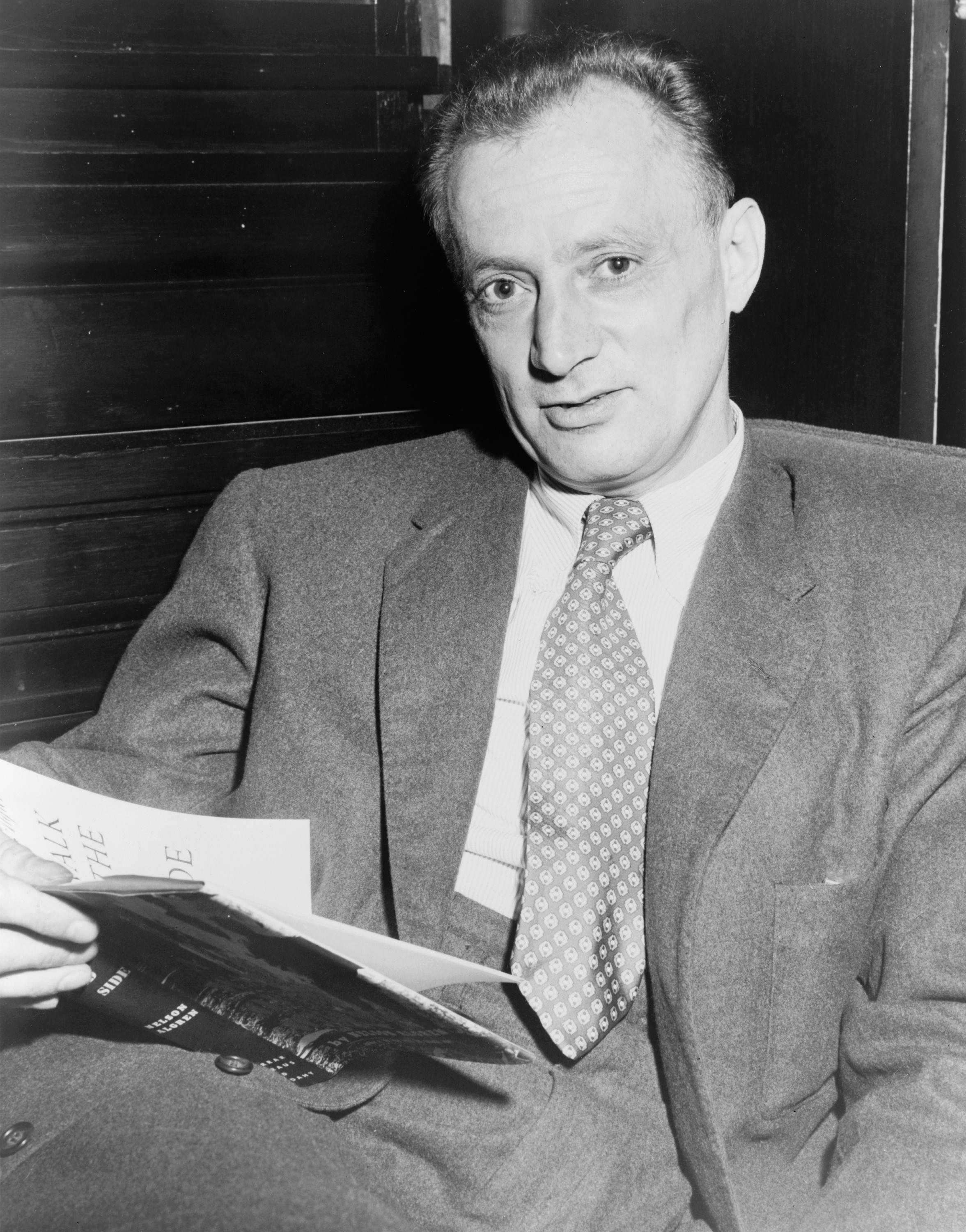
Nelson Algren, 1956.

Nelson Algren född 28 mars 1909 i Detroit, Michigan, död 9 maj 1981 i Sag Harbor, Long Island, New York, var en amerikansk författare.
Chicago Tribune delar årligen ut priset Nelson Algren Award.
Nelson Algren, svenskättad på fädernet, hade under en tid ett hemligt förhållande med Simone de Beauvoir. Detta skildrades bland annat i Beauvoirs nyckelroman Mandarinerna (1954), som Beauvoir också tillägnade honom.